# Michal Röhrich
Michal Röhrich (* 19. července 1960 Plzeň) je český kytarista, skladatel a producent. V 80. letech vystudoval pražskou lidovou kozervatoř (nyní Konzervatoř Jaroslava Ježka).
Prošel celou řadou známých českých hudebních skupin jako je Cop, Nerez, Znouzectnost, Semtex, Démophobia. Jako studiový a koncertní hráč doprovázel mnoho významných interpretů, jako jsou Marie Rottrová, Pavlína Jíšová, Jiří Bílý, Jirka Mucha, Zdeněk Vřešťál. Podílel se na více než sto hudebních albech. Je známý pro svoji precizní a melodickou techniku kombinující prvky jak klasické – předně renezační – tak i hudby současné, rockové či jazzové.